# Риччи, Сандро
Са́ндро Ме́йра Ри́ччи (порт. Sandro Meira Ricci; род. 19 ноября 1974, Посус-ди-Калдас) — бразильский футбольный арбитр из Федерального округа Бразилии. С 2006 года входит в состав арбитров Бразильской конфедерации футбола (CBF), с 2011 является арбитром ФИФА. Судит матчи чемпионата Бразилии, Кубка Либертадорес и Южноамериканского кубка.

## Биография
В 2010 году получил награду как лучшему арбитру чемпионата Бразилии. В 2011 году стал вторым лучшим арбитром чемпионата Бразилии. Работал на матчах отборочного турнира чемпионата мира 2014. В марте 2013 года был включён ФИФА в список кандидатов на работу на матчах чемпионата мира 2014. В декабре 2013 года судил два матча клубного чемпионата мира, в том числе финальный.
Один из арбитров розыгрыша финального турнира чемпионата мира 2014 года в Бразилии и чемпионата мира 2018 года в России.
Женат на Фернанде Коломбо, которая ранее работала футбольным арбитром, а после завершения карьеры стала спортивной журналисткой.